# Casa Branca (Sousel)
Casa Branca ist eine Gemeinde in Portugal und gehört zum Landkreis von Sousel, mit einer Fläche von 101,0 km² und 981 Einwohnern (Stand 19. April 2021). Dies ergibt eine Bevölkerungsdichte von 9,7 Einw./km².

## Geschichte
Die historischen Quellen lassen nur Vermutungen über die Ursprünge des Ortes zu. So gehörte das heutige Gemeindegebiet dem Grafen von Sabugal, der es in Parzellen an hier lebende Kleinbauern verpachtete. 1581 soll hier ein weißes Haus (port.: Casa Branca) gestanden haben, in dem Gerätschaften und Utensilien des nahen Anwesens Quinta do Zagalo gelagert wurde. Das Haus war aus Kalkstein gefertigt, woher seine helle Farbe und damit der Name rührte. Dieser ging auf die sich darum herum bildende Siedlung über.
Casa Branca gehörte zur Gemeinde São Brás, bis zu deren Zerstörung während des Erdbebens von Lissabon 1755. Die nunmehr eigenständige Gemeinde Casa Branca gehörte zum Kreis Cano bis zu dessen Auflösung im Jahr 1826. Casa Branca gehörte 1839 zum Kreis Avis, 1852 zu Sousel, und 1862 zu Fronteira. Mit einer Unterbrechung von 1895 bis 1896, als es zu Estremoz gehörte, ist Casa Branca seither eine Gemeinde Sousels geblieben.

## Kultur und Sehenswürdigkeiten
In der Gemeinde stehen sechs Baudenkmäler:
- die Olivenölpresse Adega do Mouchão[6]
- der Brunnen mit öffentlichem Waschplatz Fonte e lavadouro em Casa Branca[7]
- das Wasserreservoir Poço Largo aus dem 19. Jahrhundert[8]
- die Brücke Ponte da Dourada[9]
- die Kirche Igreja de São Miguel (auch Igrejinha, dt.: kleine Kirche) aus dem 17. Jahrhundert[10]
- die Gemeindekirche Igreja Paroquial de Casa Branca (auch Igreja de Nossa Senhora da Graça) aus dem 18. Jahrhundert[11]

## Wirtschaft
Landwirtschaft und die Verarbeitung landwirtschaftlicher Produkte sind traditionell die wichtigsten Erwerbszweige in der Gemeinde. Die bedeutendsten Produkte sind hier Olivenöl, Kork und Wein, des Weiteren wird Gemüse angebaut, vor allem Tomaten. Seit den 1930er Jahren ist hier zudem der Anbau von Getreide, insbesondere Weizen, forciert worden.